# 圣乔治港
圣乔治港（義大利語：Porto San Giorgio）是意大利费尔莫省的一个市镇。总面积8.58平方公里，人口16372人，人口密度1908.2人/平方公里（2009年）。ISTAT代码为044060。